# 알렉스 카라스

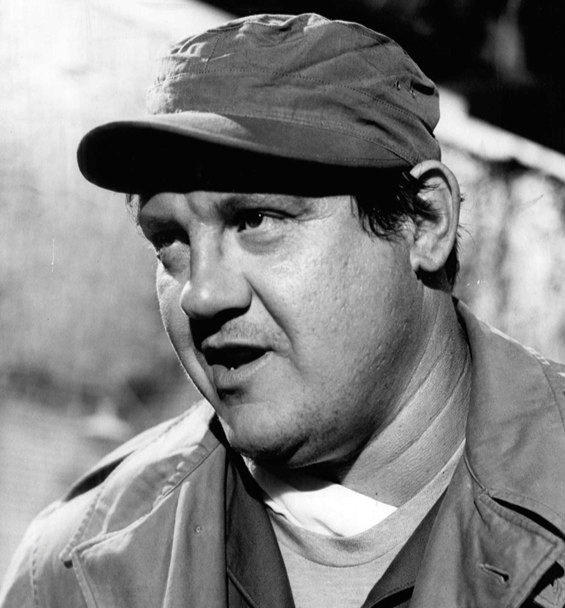

앨릭스 캐러스(영어: Alex Karras, 1935년 7월 15일 ~ 2012년 10월 10일)는 미국의 배우, TV 사회자, 프로 레슬링 선수, 영화 제작자이다.
게리에서 태어났으며 로스앤젤레스에서 사망하였다. 사인은 신부전이다.

## 출연 작품
- 버팔로 66 (1998년)
- 한 지붕 한 가족 (1995년)
- 어게인스트 (1984년)
- 빅터 빅토리아 (1982년)
- 노바디 퍼펙트 (1981년)
- 포키스 (1981년)
- 그레이트 볼카노 (1980년)
- 브레이징 새들스 (1974년)
- 라이온의 영웅 (1968년)

### 텔레비전
- 데이빗 프로스트 쇼 (1969년)